# Osservatorio nazionale sulle manifestazioni sportive
L'Osservatorio nazionale sulle manifestazioni sportive è un organo di consulenza tecnico-amministrativa istituito presso il Ministero dell'interno italiano per l'attuazione delle disposizioni e delle misure organizzative e di prevenzione e contrasto della violenza in occasione di manifestazioni sportive.

## Istituzione e sede
Creato nel 1999 con un accordo interministeriale fra Interno e Ministero per i Beni e le Attività Culturali, su disposizione del capo della Polizia in seguito agli incidenti che coinvolsero i tifosi salernitani il 23 maggio 1999, l'Osservatorio Nazionale sulle Manifestazioni Sportive è stato disciplinato con la legge n. 210 del 17 ottobre 2005 e il Decreto Ministeriale del 1º dicembre 2005; esso opera nell'ambito del Dipartimento della pubblica sicurezza, avvalendosi del Centro nazionale di informazione sulle manifestazioni sportive (CNIMS).
L'Osservatorio ha sede a Roma a palazzo del Viminale, presso la segreteria del Dipartimento della Pubblica Sicurezza; si riunisce, di norma con cadenza settimanale, nella sala Azzurra del Viminale o, a seconda dell'ordine del giorno, presso la sala Europa di palazzo Cimarra, la sala De Gasperi della Scuola superiore di Polizia o la palazzina Trevi.

## Compiti dell'Osservatorio
All'Osservatorio sono attribuiti i seguenti compiti:
- effettuare il monitoraggio dei fenomeni di violenza e intolleranza commessi in occasione di manifestazioni sportive e dello stato di sicurezza degli impianti sportivi;
- esaminare le problematiche connesse alle manifestazioni in programma ed attribuire i livelli di rischio delle manifestazioni medesime;
- approvare le linee guida del regolamento d'uso per la sicurezza degli impianti sportivi;
- promuovere iniziative coordinate per la prevenzione dei fenomeni di violenza e intolleranza in ambito sportivo, anche in collaborazione con associazioni, rappresentanze di tifosi organizzati e club di sostenitori, enti locali, enti statali e non statali;
- definire le misure che possono essere adottate dalle società sportive per garantire il regolare svolgimento delle manifestazioni sportive e la pubblica incolumità;
- pubblicare un rapporto annuale sull'andamento dei fenomeni di violenza ed intolleranza in occasione di manifestazioni sportive.

L'Osservatorio può essere chiamato a pronunciarsi, a richiesta del ministro dell'Interno o del capo della Polizia, su ogni altra questione attinente alla prevenzione della violenza in occasione di manifestazioni sportive e può essere altresì chiamato a pronunciarsi su richiesta delle altre amministrazioni, enti o istituzioni rappresentati nell'Osservatorio stesso, quando si tratta di materie diverse da quelle rientranti nelle competenze del Ministero dell'interno.

## Componenti dell'Osservatorio
Il presidente e i componenti dell'Osservatorio sono nominati con decreto del ministro dell'Interno, su designazione delle amministrazioni o altri organismi interessati, durano in carica quattro anni e possono essere riconfermati. Per ciascun componente effettivo è nominato un supplente. Le mansioni di segretario sono esercitate dal funzionario del Dipartimento della pubblica sicurezza responsabile del CNIMS.
L'Osservatorio è composto da:
- un funzionario della Polizia di Stato prescelto tra i dirigenti generali, che lo presiede;
- un rappresentante del Ministero per i beni e le attività culturali;
- il direttore dell'ufficio Ordine pubblico e i direttori del servizio Polizia stradale, del servizio Polizia ferroviaria e del servizio reparti speciali della Direzione centrale per la Polizia stradale, ferroviaria, delle comunicazioni e per i reparti speciali della Polizia di Stato, nonché del direttore del Servizio informazioni generali della Direzione centrale della Polizia di prevenzione;
- un ufficiale designato dal Comando generale dell'Arma dei carabinieri di grado non inferiore a colonnello;
- un funzionario del Corpo nazionale dei vigili del fuoco di qualifica dirigenziale;
- un rappresentante del Comitato olimpico nazionale italiano (CONI), nonché, in relazione ai temi da trattare: un rappresentante della Federazione italiana giuoco calcio (FIGC) ed un rappresentante per ciascuna delle Leghe nazionali professionisti e dilettanti;

In più, un rappresentante delle federazioni italiane di discipline sportive per le quali devono essere deliberate linee guida e misure, nonché un rappresentante per ciascuna delle rispettive Leghe nazionali professionistiche, entro il numero massimo di quattro componenti con diritto di voto.
In relazione a specifiche tematiche il presidente può integrare l'Osservatorio con rappresentanti dell'Associazione nazionale comuni italiani (ANCI), del Comando generale della Guardia di finanza, dell'Agenzia delle entrate, della Società Italiana degli Autori ed Editori (SIAE) e delle Ferrovie dello Stato. L'Osservatorio può inoltre essere integrato da rappresentanti di altri soggetti pubblici e privati interessati a vario titolo alla prevenzione della violenza nelle competizioni sportive, compreso il rappresentante dell'organo di coordinamento nazionale delle tifoserie organizzate dei club professionisti.

### Osservatorio in carica
I componenti dell'Osservatorio attualmente in carica, nominati con Decreto Ministeriale, sono:
- Presidente: Roberto Sgalla[15]
- Segretario: Roberto Massucci - responsabile del CNIMS.
- Fulvia Beatrice - Presidenza del Consiglio dei ministri - Struttura per lo sport.
- Sisto Russo - Dipartimento della Protezione Civile.
- Raffaele Aiello - Ufficio Ordine Pubblico.
- Mario Papa - Direzione Centrale della Polizia di Prevenzione.
- Guido Longo - Polizia Ferroviaria.
- Alfonso Terribile - Reparti Speciali.
- Marco Minicucci - Arma dei Carabinieri.
- Fabrizio Carrarini - Guardia di Finanza
- Michele De Vincentis - Vigili del Fuoco.
- Luigi Ludovici - CONI.
- Antonio Di Sebastiano - FIGC.
- Giovanni Spitaleri - FIGC, Coordinatore Nazionale dei Delegati alla Sicurezza.
- Marco Squicquero - FIGC, Procura Federale.
- Manuela Bertona - Lega Calcio.
- Salvatore Lombardo - Lega Pro.
- Biagio Sciortino - Lega Nazionale Dilettanti.
- Franco Fiumara - Gruppo Ferrovie dello Stato.
- Antonio Gallo - Autogrill